# Gherghești
Ghergheşti é uma comuna romena localizada no distrito de Vaslui, na região de Moldávia. A comuna possui uma área de 72.46 km² e sua população era de 2859 habitantes segundo o censo de 2007.